# Культура Юаньшань
Культу́ра Юаньшань (кит. 圓山文化, піньїнь Yuánshān) — доісторична археологічна культура пізнього неоліту на Тайвані. Вивчення культури Юаньшань має довгу історію, яка тісно пов'язана з розвитком археології на Тайвані з перших днів японської окупації. Оскільки культура Сюньтанпу середнього неоліту на півночі Тайваню не була відомою вченим до 1990-х років, науковці вважали, що культура Юаньшань з'явилася після культури Дабенькен в неоліті. Завдяки дослідженням і розкопкам, розпочатим з 1990-х років, було підтверджено, що культурний шар Сюньтанпу зазвичай з'являється вище культурного шару Дабенькен на півночі Тайваню. Ідентифікація культури Сюньтанпу дозволяє переосмислити ранню концепцію про те, що «культура Юаньшань виникла після культури Дабенькен», і додатково підтверджує, що культура Юаньшань є культурою пізнього неоліту, яка поширилась на півночі Тайваню після культури Сюньтанпу. Час її існування датується протягом 1300—300 рр. до н. е., а поява — не раніше 2000 р. до н. е.

## Залишки на пам'ятках
Залишки культури Юаньшань в основному поширені на території Тайбея та на північному узбережжі острова, а деякі знаходяться на північно-західному узбережжі Тайваня. Відомими пам'ятками є Юаньшань, Чжишаньянь, Тудіґуншань, Ґуйцзишань, Дабенькен, Даюань Цзяньшань. Загалом від культури Юаньшань залишилося багато решток. Щодо пам'яток, то на них збереглися гори черепашок, поховання з випрямленими кінцівками людей без похоронних знарядь, ями для попелу та група отворів під стовпи на фундаменті з пісковику, які можливо є залишками колишніх будівель. У поховальних ямах знайшли зуби. Тіла в поховані зазвичай без голови.
Кераміка була знайдена двох типів, одна походить із магматичних порід, а інша з осадових порід. Форма обох типів кераміки майже однакова, вона проста з піска. Типи горщиків — маленькі з двома або трьома горловинами, кільцевими ніжками та подвійні вертикальні. Також зустрічаються миски, тазики, гончарні кільця, ніжки, ручки у формі голови тварин тощо. Кам'яні знаряддя: бовані або шліфовані сокири та кирки, шліфовані лопати, сокири з плечами, сегментовані та несегментовані тесла, тесла з квадратними кутами, шліфовані нефритові долота, наконечники стріл, шліфовані та дірчасті стріли, ніж у формі черевика, точильний камінь. Є також нефритові каблучки, трубчасті намистини тощо. Крім того, науковці знайшли багато кістяних знарядь, такі як тесла, гарпуни з оленячих рогів, підвіски-сітки з кістки, кістяні списи, підвіски із зубів тварин, прикраси із зубів людини, шліфовані кістяні трубочки.
На сміттєвих купах знаходять великих молюсків, кістки оленів, овець, свиней, собак, риб'ячі кістки тощо. У культурному шарі пам'ятки Юаньшань були знайдені залишки карбонізованого японського рису. Крім того, бронзові сокири були знайдені на пам'ятці Тудіґуншань, а двостулкові бронзові наконечники стріл були знайдені на пам'ятці Дабенькен. Такі ж стріли, в яких наконечники з бронзи використовувалися в Китаї за династій Шан і Чжоу.

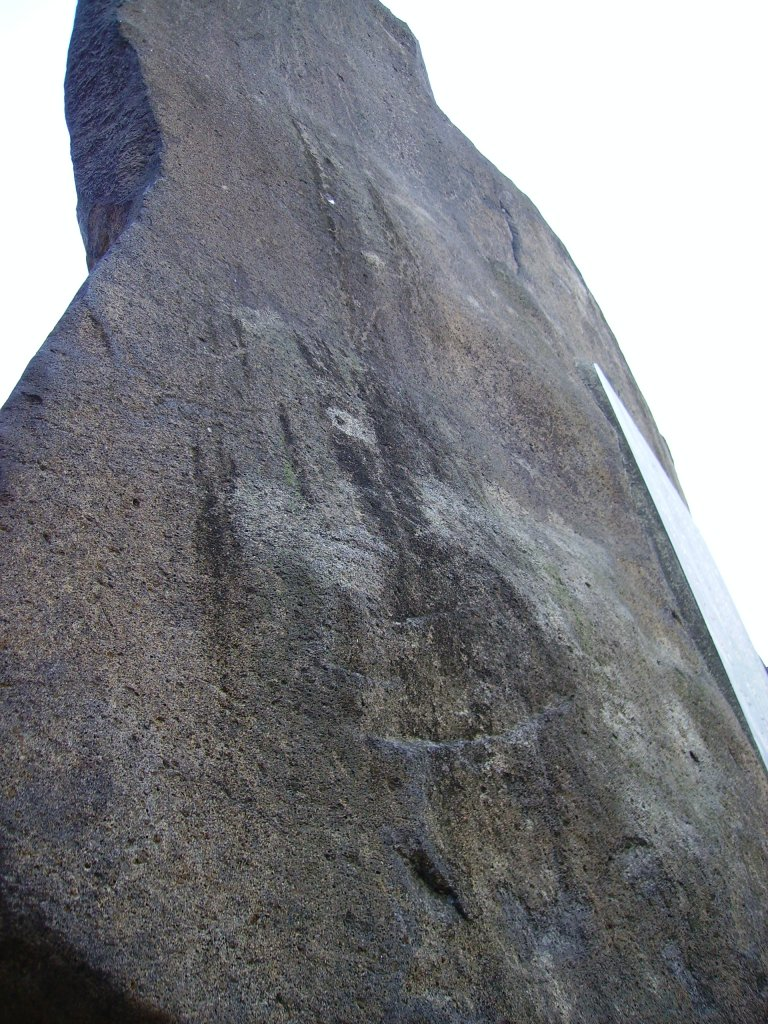
Рукотворний камінь, знайдений на пам'ятці Юаньшань (VIII — IX ст. до н. е.)